# Untraverket

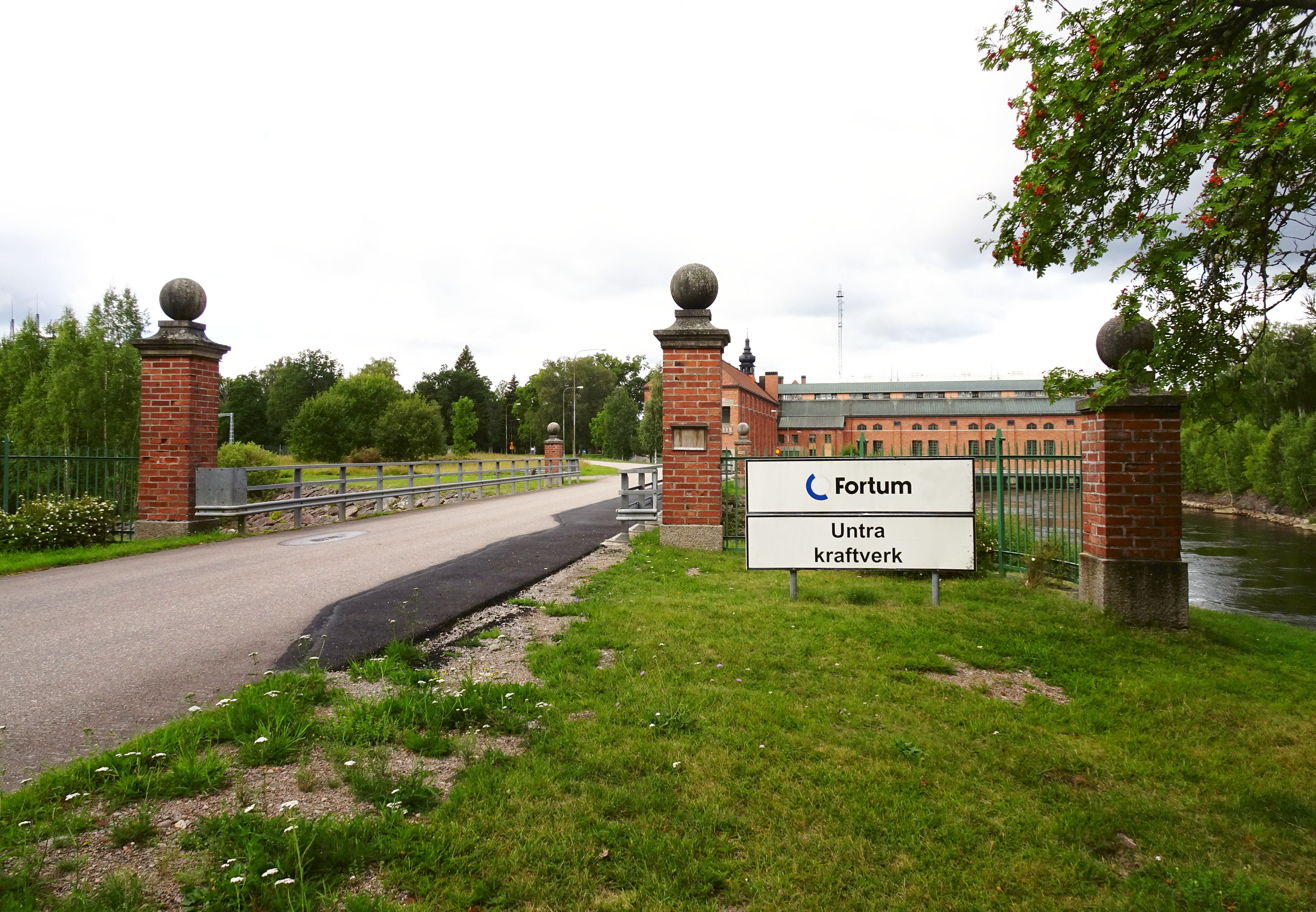
Infart till Untra kraftverk 2016.

Untraverket eller Untra kraftverk är ett vattenkraftverk i Dalälven, Tierps kommun, Uppsala län, beläget omedelbart nedanför Untrafjärden och omkring 25 kilometer från älvmynningen. Kraftverket invigdes 1918. Anläggningen bestod 2012 av fem francisturbiner med en sammanlagd installerad effekt av 41 megawatt. Elproduktionen ett normalår uppgår till 270 gigawattimmar.

## Historik

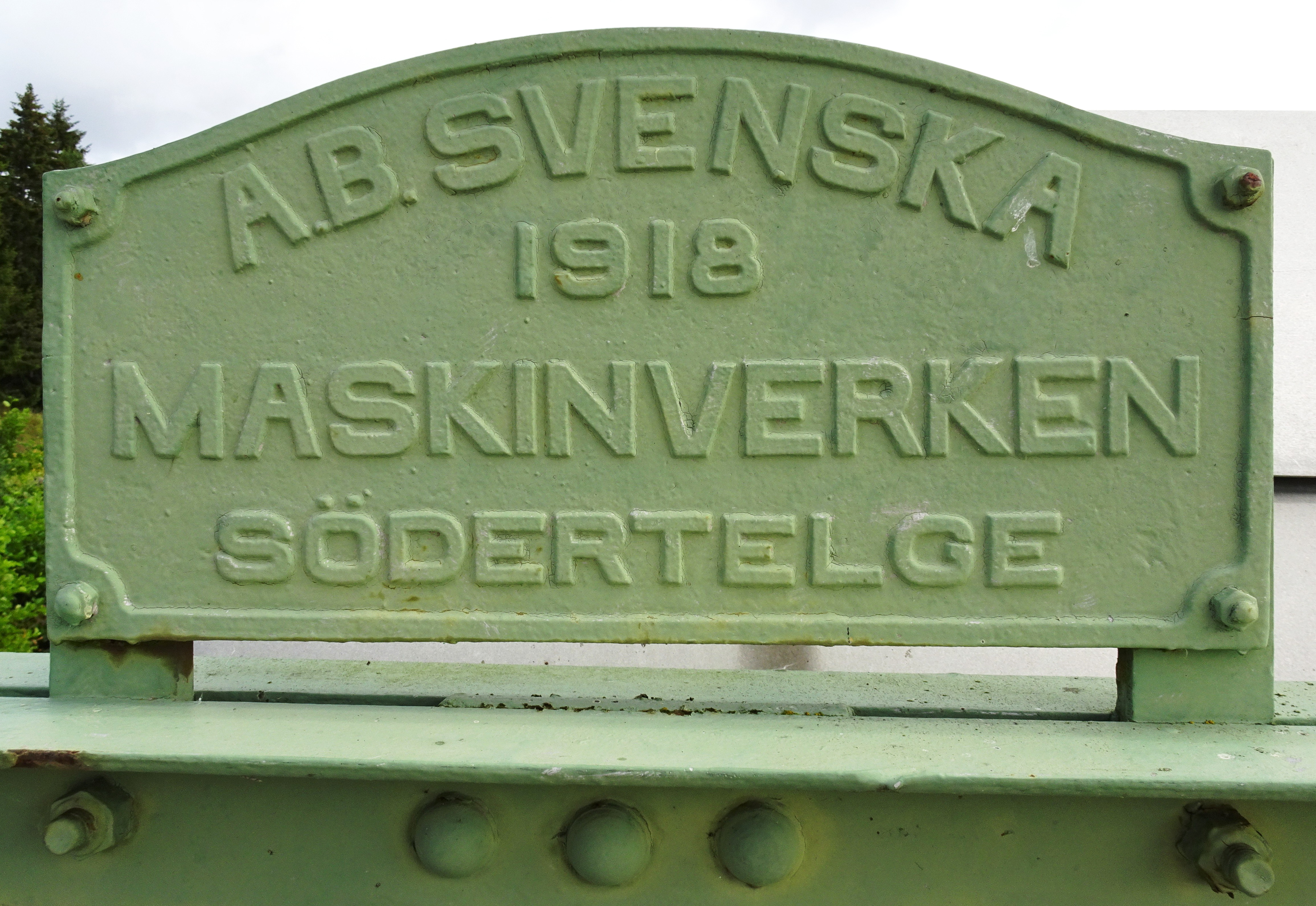
Fabriksskylt på spärrdammen.

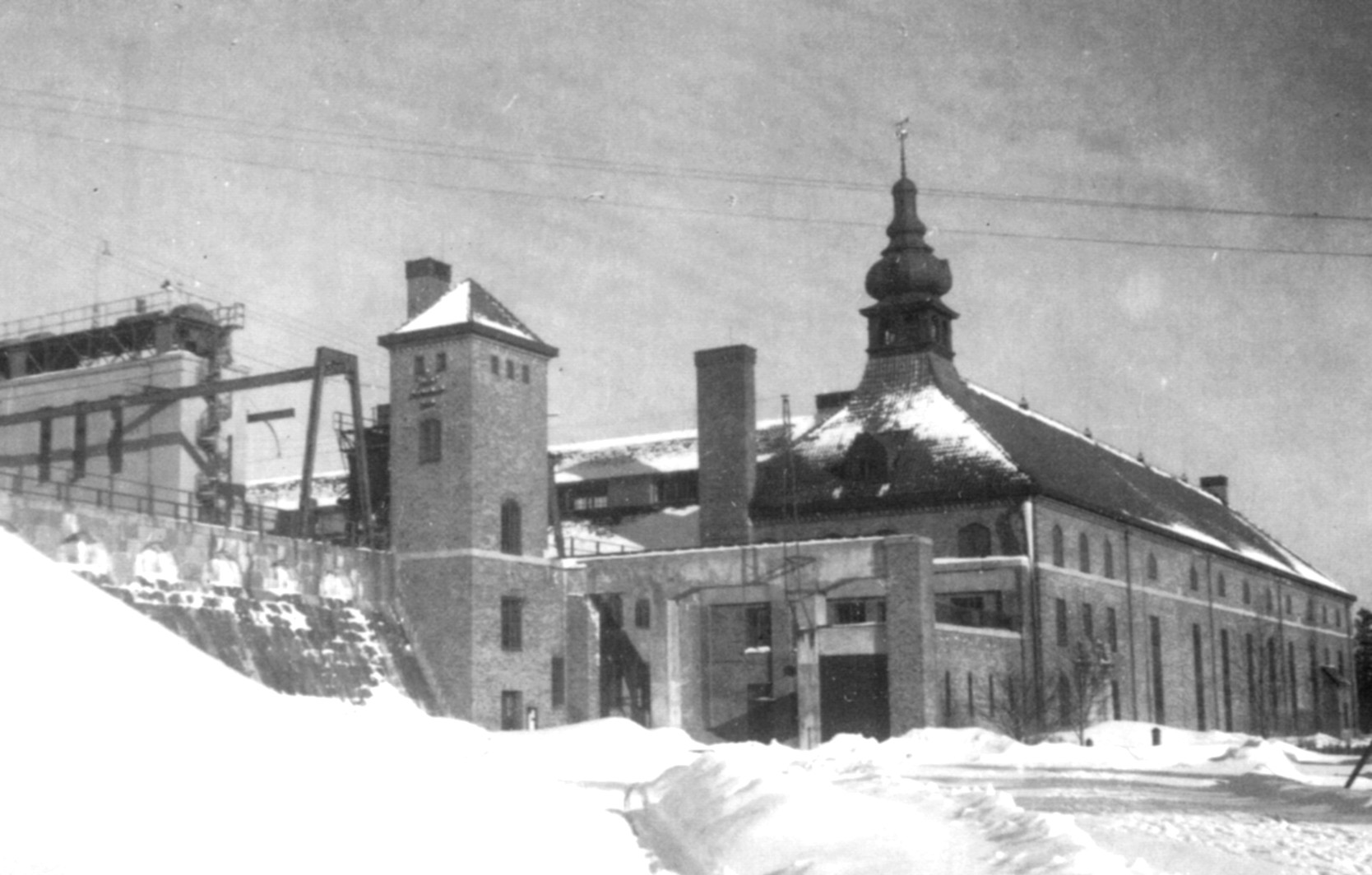
Untraverket omkring 1920.

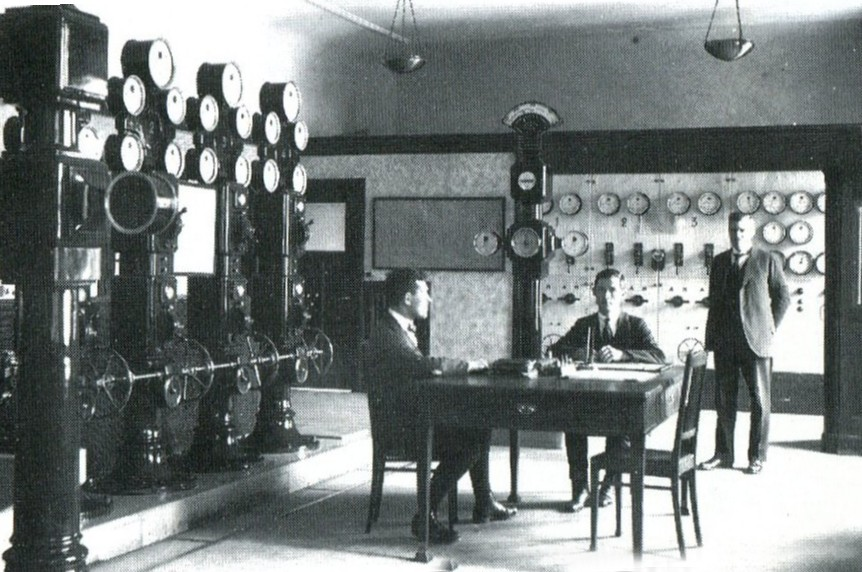
Untraverkets manöverrum 1921.

Bygget av Untraverket beslutades av Stockholms stadsfullmäktige den 27 november 1911. Bygget pågick från de sista dagarna i december 1911 till den 23 december 1918 då verket stod slutligen klart och samma dag började leverera kraft till Stockholm. Verket inledde därigenom Stockholms vattenkraftsepok. Innan Untraverket stod klart producerades elektrisk ström i Stockholm med hjälp av koleldade ångturbiner i Värtaverket.
Untrafjärden med en yta av 8,5 kvadratkilometer lämpade sig väl att uppföra ett vattenkraftverk eftersom den erbjöd möjlighet till vattenreglering. Fallhöjden man kunde utnyttja varierade mellan 12,35 och 15,30 meter och den genomsnittliga vattenföringen uppgick fullt utbyggd till 400 kubikmeter per sekund (250 kubikmeter per sekund i första utbyggnadsetappen). Spärrdammens luckor och mekanik byggdes 1918 av AB Svenska Maskinverken i Södertälje.
Maskinhuset utrustades med fyra turbiner om vardera 10 000 hästkrafter med tillhörande elektriska generatorer för trefasström samt transformatorer, från vilka strömmen med 100 000 volts spänning leddes till Stockholm i en 132 kilometer lång kraftledning. År 1936 tillkom en femte turbin. Vid Värtaverket nedtransformeras den höga spänningen till 6 000 volt, lämplig för strömmens införande till omformarstationerna i Stockholm. 
Stationsbyggnaden uppfördes efter ritningar av arkitekt Gustaf de Frumerie, som var tidigare medhjälpare till Ferdinand Boberg vid Värtaverket och byggnaden för Stockholms vattenledningsverk och Stockholms gasverk (numera Stockholm Vatten). Den anslagna budgeten var 13 425 000 kronor, men på grund av första världskriget, en fyra månader lång strejk som utbröt i april år 1913, och bristen på erfarenhet av denna typ av arbete överskreds budgeten kraftigt och det slutgiltiga priset för anläggningen blev 27 489 988 kronor. Antalet arbetare uppgick vid ett tillfälle 1913 till omkring 540 man.

## Kraftverksbyn

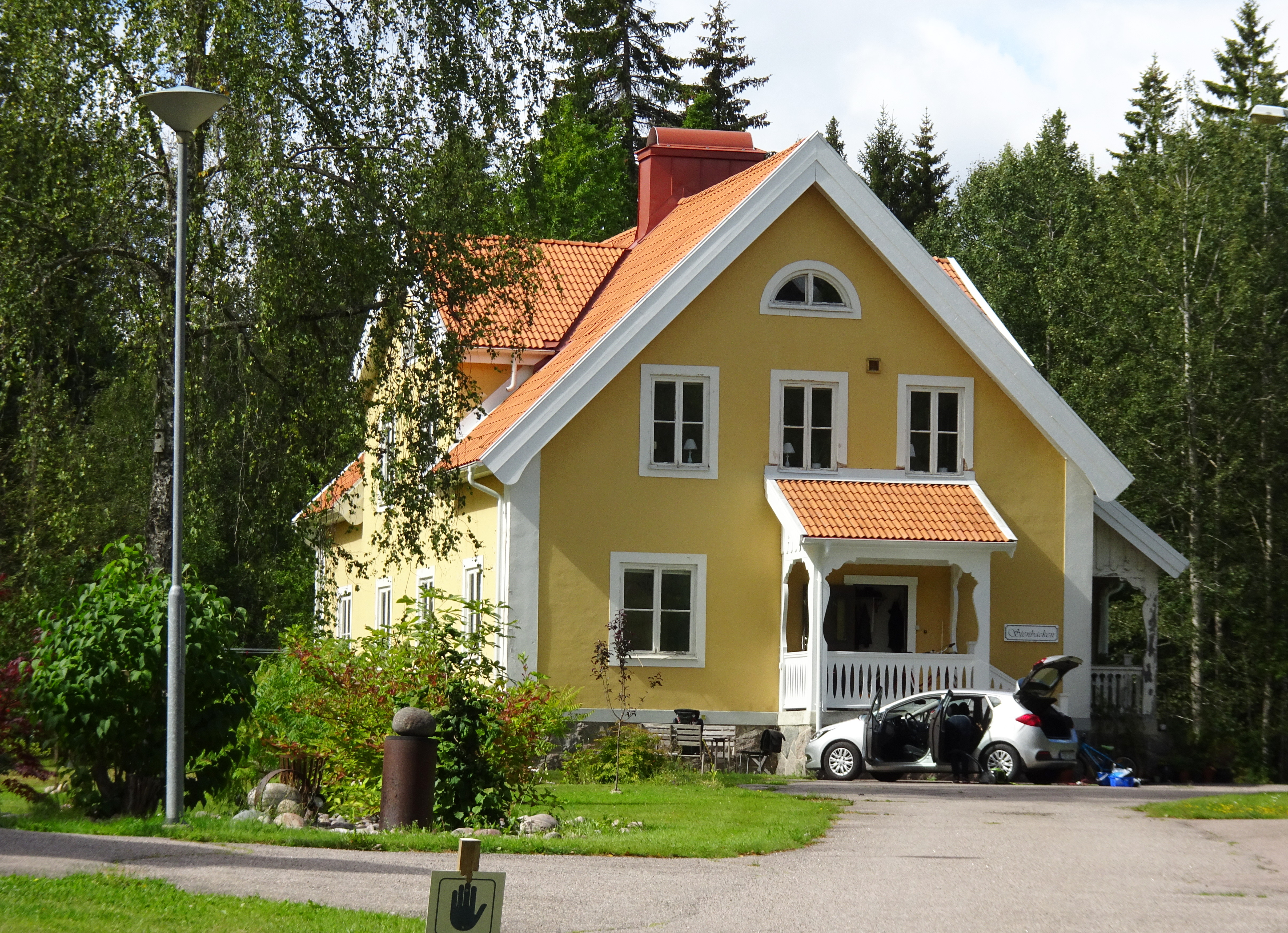
Bostadshuset "Stenbacken".

Intill kraftverket uppstod mellan 1912 och 1921 en liten by bestående av flera trä- och stenhus. I de båda trähusen fanns kontor, sjukstuga och befälshus under byggtiden av Untraverket. I stenhusen inrymdes flera lägenheter för de befäl och underbefäl som var verksamma under anläggningsarbetet. Fram till 1922 hade husen i kraftverksbyn endast nummer, men fick efter en omröstning namn: chefsbostaden Ögården, träfasadhusen Ekudden, Tyllern, Åkern, Tallbacken och Björkbacken, samt de fyra putsade tegelhusen Gläntan, Ängen, Kullen och Stenbacken. 
Det mest påkostade huset var chefsbostaden Ögården som ligger lite avsides och uppfördes 1913 i putsat tegel under halvvalmat mansardtak. Framsidan accentueras av en frontespis, veranda och balkong som bärs upp av pelare. Vid spärrdammen uppfördes 1921 ett trähus (kallad Vallbo) för dammvaktaren. Huset var under tidigt 2000-tal i dåligt skick och revs. Bland övriga byggnader märks Mjölkboden och  Spruthuset. Enligt kommunen utgör kraftverket och byn en "väl sammanhållen enhet och är mycket karaktäristisk för sin epok 1910-talet".

## Modernisering
Numera ägs Untraverket av det finländska energibolaget Fortum (tidigare ägare var Stockholm Energi/Birka Energi). 
De ursprungliga turbinerna är alltjämt i drift. Fortum beslutade 2007 att satsa 450 miljoner kronor på en modernisering av anläggningen. Till en början ville ägaren, Fortum, låta bygga ett nytt kraftverk och en ny inloppskanal samt en ny turbin vid sidan om det gamla kraftverket från 1918. Men Mark- och Miljööverdomstolen sade nej till ansökan eftersom det skyddade naturområdet Båtforsen skulle ta skada. 
Istället sökte Fortum nytt tillstånd enligt miljöbalken för att förnya och förbättra det befintliga kraftverket. I juni 2012 beslutade mark- och miljödomstolen att ge tillstånd till arbetena. Med det nya aggregatet G6 och de befintliga G4 och G5 aggregaten beräknas drivvattenföringen bli 520 m³ och produktionen att öka från 270 till 306 GWh om året.

## Bilder

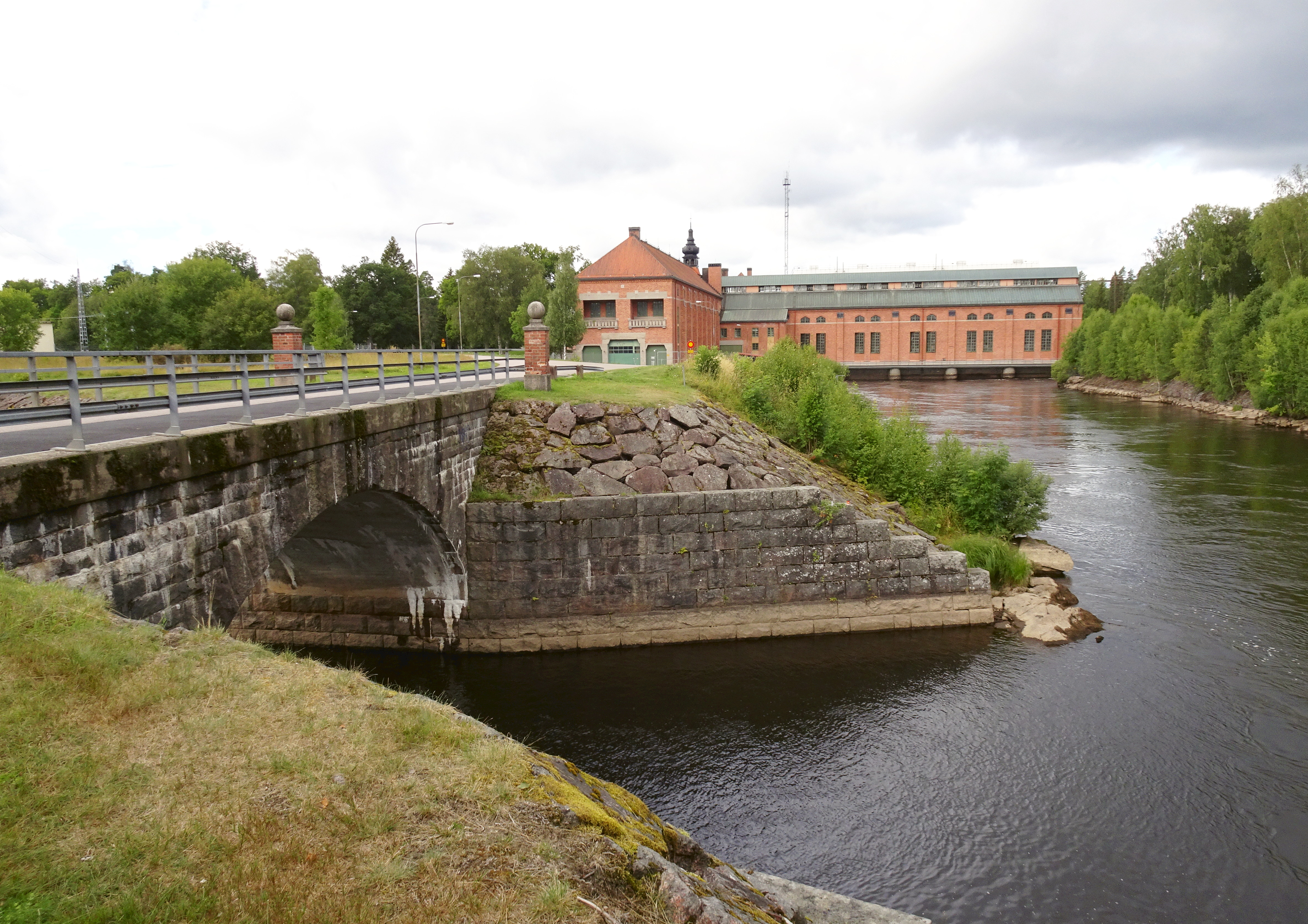
Kraftverket
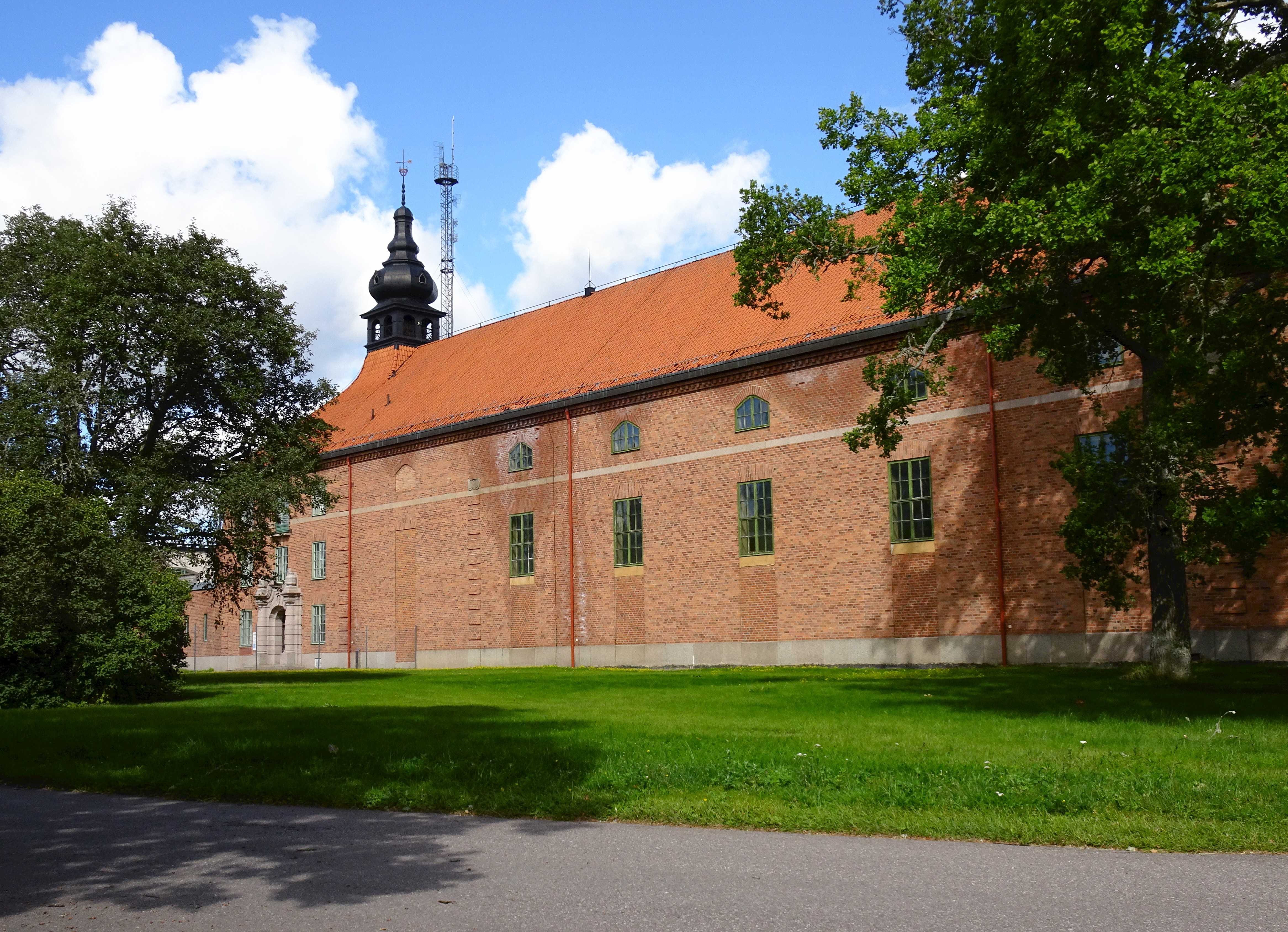
Kraftverksbyggnaden
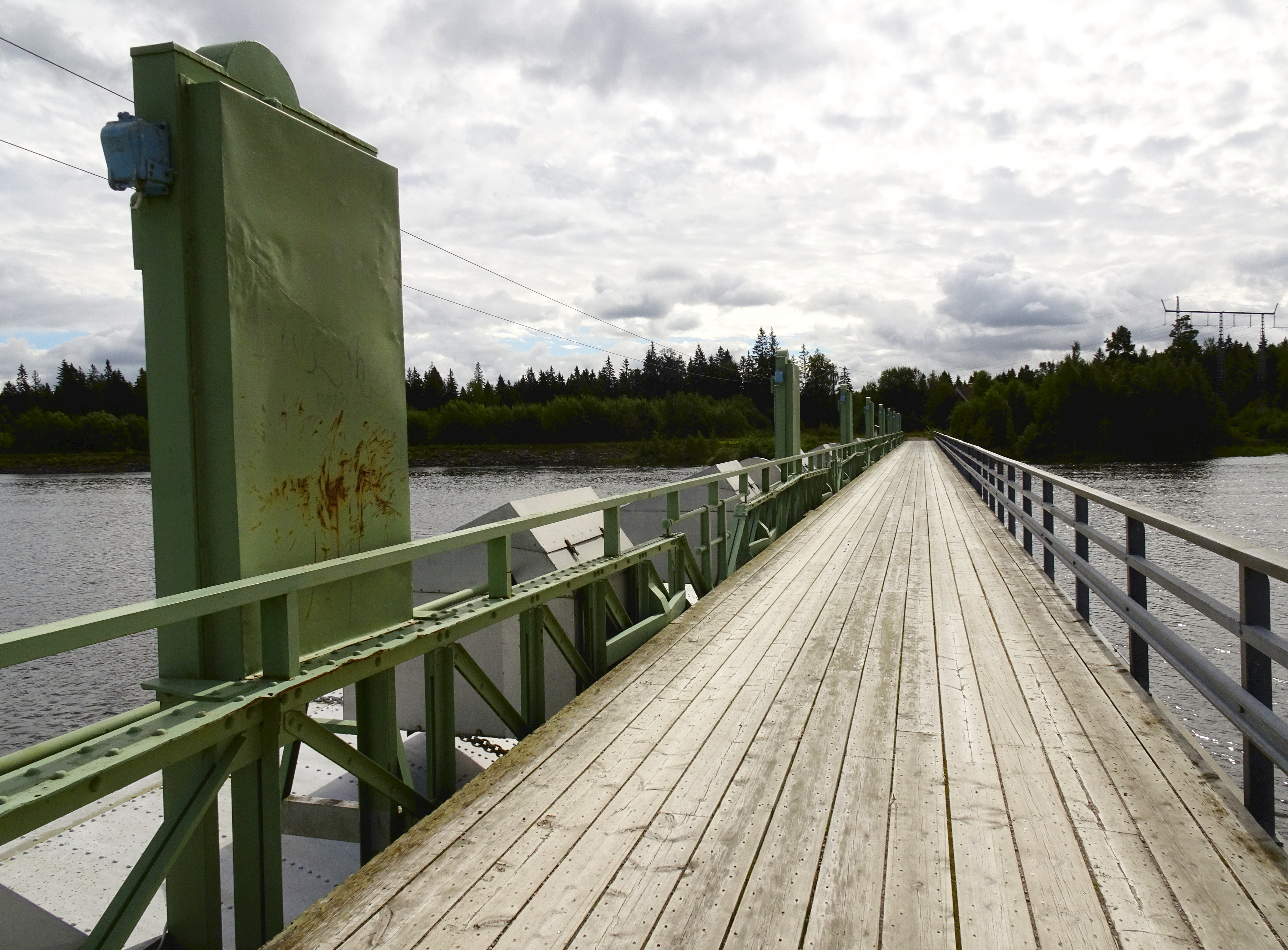
Spärrdammen
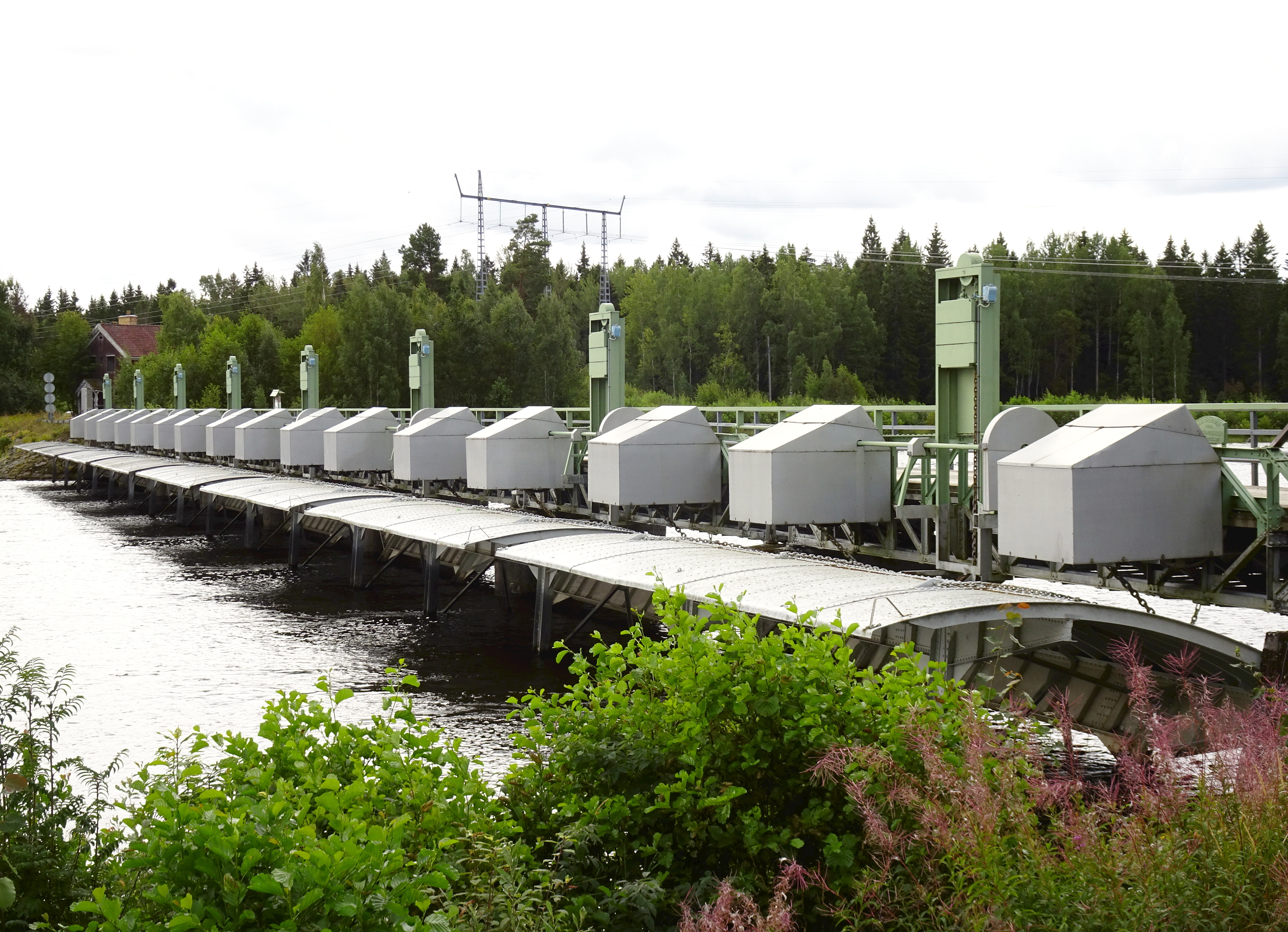
Spärrdammen
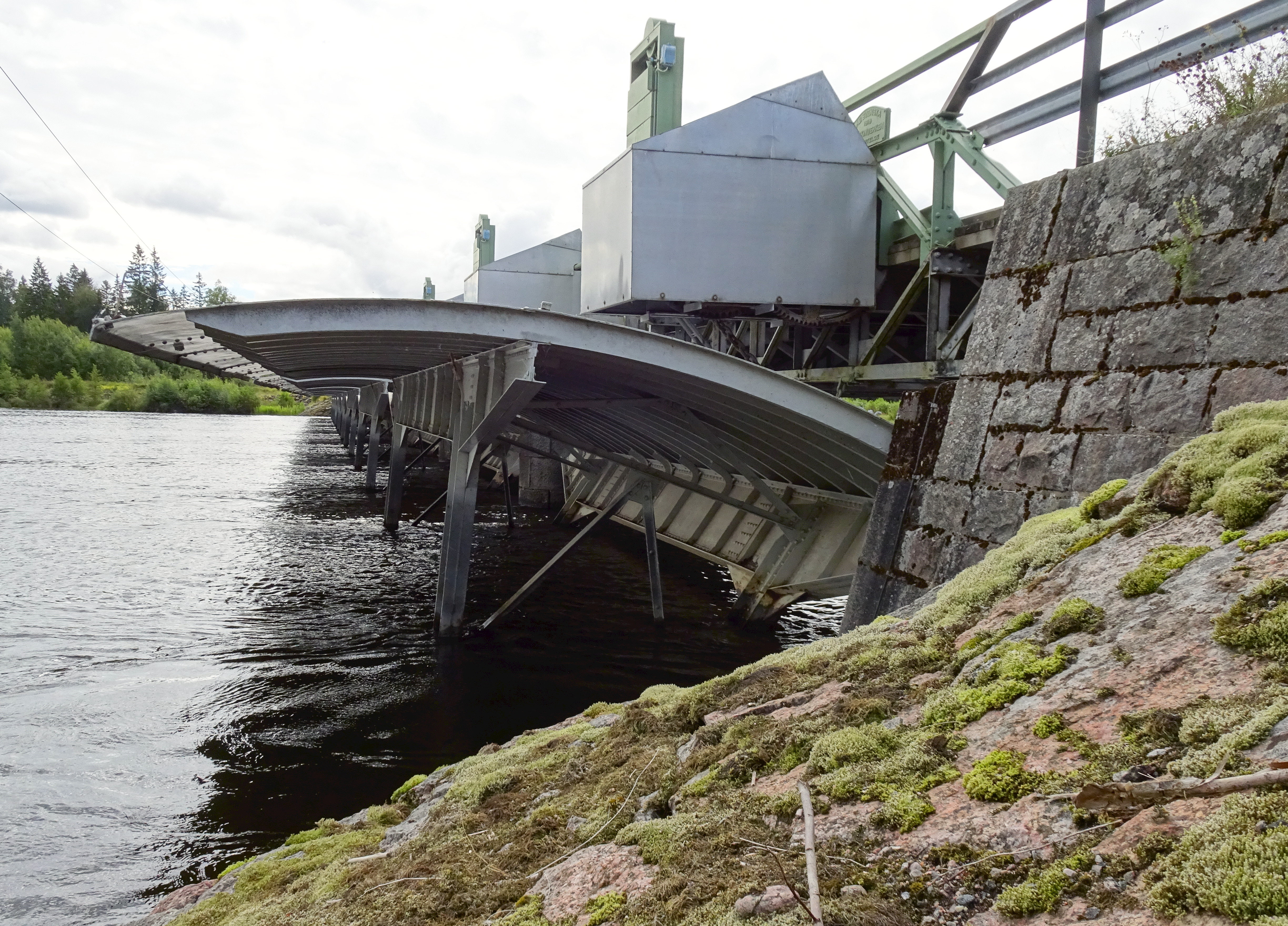
Spärrdammens luckor